# Vrchlabí
Vrchlabí (in tedesco Hohenelbe) è una città della Repubblica Ceca facente parte del distretto di Trutnov, nella regione di Hradec Králové.

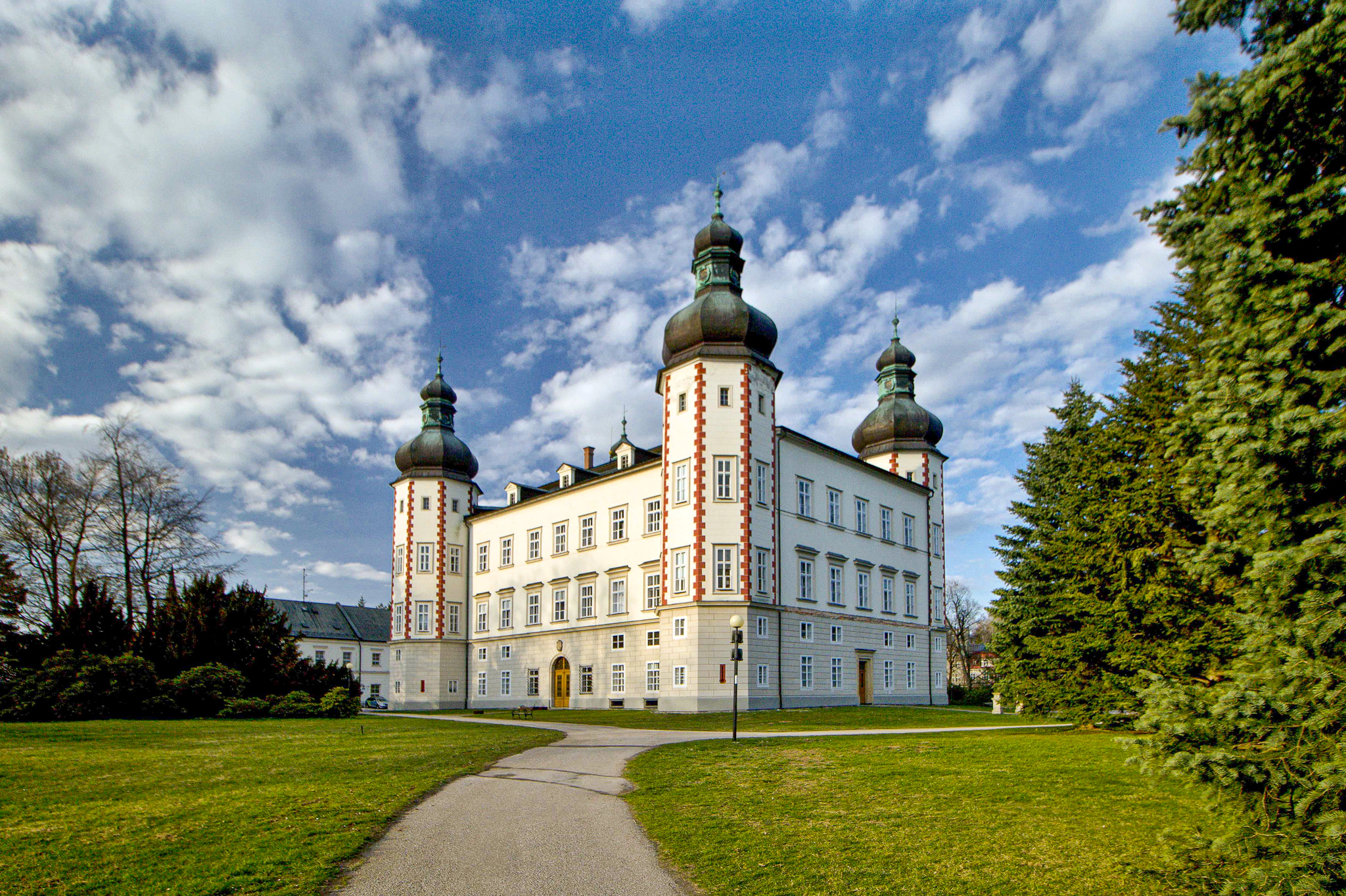
Castello rinascimentale di Vrchlabí

Qua nacque lo sciatore Bohumír Zeman.